# Nono Lubanzadio Mayasisilua
Nono Lubanzadio Mayasisilua est un footballeur congolais (RDC) né le 27 janvier 1980 à Kinshasa.
Il a participé à la Coupe d'Afrique des nations 2006 avec l'équipe de République démocratique du Congo.

## Carrière
| Année   | Club           | Pays                             |
| ------- | -------------- | -------------------------------- |
| 2005    | SC Cilu        | République démocratique du Congo |
| 2006    | → TP Mazembe   | République démocratique du Congo |
| 2006    | SC Cilu        | République démocratique du Congo |
| 2006-07 | Black Leopards | Afrique du Sud                   |
| 2007-08 | Black Leopards | Afrique du Sud                   |
| 2008-09 | Black Leopards | Afrique du Sud                   |
| 2009-10 | Black Leopards | Afrique du Sud                   |